# Institut national d'art dramatique de Varsovie
L'Institut national d'art dramatique de Varsovie (Państwowy Instytut Sztuki Teatralnej w Warszawie, (PIST) est une école d'art dramatique fondée en 1932 par Alexandre Zelwerowicz et Leon Schiller.

## Historique
L'Institut d'État des arts du théâtre (Państwowy Instytut Sztuki Teatralnej) a été créé par décret en date du 25 août 1932 du ministre de l'Instruction publique et des Cultes Janusz Jędrzejewicz. C'était initialement un établissement d'enseignement spécialisé d'un haut niveau de formation, comparable à celles données dans le supérieur. La scolarité y durait trois ans, d'abord pour des comédiens puis à partir de 1933 pour des metteurs en scène. 
Pendant la Seconde Guerre mondiale et l'Occupation, les activités se sont poursuivies dans la clandestinité.
L'institut donnait la possibilité de passer le diplôme d'acteur en candidat libre.
Après la guerre, il est réactivé à Łódź dès 1945, et en 1946, il est transformé en École nationale supérieure de théâtre  (Państwowa Wyższa Szkoła Teatralna, PWST). En 1949, Zelwerowicz et Schiller sont limogés de leurs fonctions de direction, et l'école est relocalisée à Varsovie. 
En 1955, suite du décès d'Alexandre Zelwerowicz elle prend le nom d'École nationale de théâtre Alexandre-Zelwerowicz, devenue aujourd'hui Académie de théâtre Alexandre-Zelwerowicz (Akademia Teatralna im. Aleksandra Zelwerowicza w Warszawie).

## Enseignants réputés
- Stefan Czarnkowski
- Wilam Horzyca (pl)
- Bohdan Korzeniewski (pl)
- Leon Schiller
- Tymon Terlecki (pl)
- Stanisława Wysocka (pl)

## Diplômés célèbres
- Nina Andrycz
- Erwin Axer (pl)
- Aleksander Bardini
- Elżbieta Barszczewska
- Edward Dziewoński (pl)
- Irena Kwiatkowska (pl)
- Danuta Szaflarska
- Lidia Wysocka